# Iepure de Sumatera
Iepurele de Sumatera sau din Sumatra (Nesolagus netscheri) este o specie de iepure găsit doar în pădurile din Munții Barisan din vestul Sumatrei, Indonezia, și în zonele înconjurătoare. Specia este amenințată de pierderea habitatului, ceea ce a dus la atribuirea statutului de vulnerabil de către UICN.

## Specii înrudite
Acest iepure a fost singurul reprezentant al genului Nesolagus până în anul 2000, când a fost descoperit iepurele înrudit Nesolagus timminsi în Munții Anamitici, între Laos și Vietnam.

## Descriere
Nesolagus netscheri are de obicei o lungime de 40 cm, iar coada are 17 mm lungime. Culoarea predominantă este neagră, cu dungi maro, cu o coadă roșie, în timp ce abdomenul este alb. Blana este pufoasă și densă, acoperită de fire de păr lung și aspru.

## Comportament
Deoarece specia este rară, nocturnă și întâlnită doar în păduri îndepărtate, se cunosc foarte puține detalii despre ea. Localnicii nu au un nume pentru iepurele de Sumatra pentru că aceștia nu sunt conștienți de faptul că specia există. Iepurele se odihnește în vizuini făcute alte animale. Se hrănește de obicei cu tulpini și frunze ale plantelor din subarborete și desișuri, dar iepurii captivi mănâncă cereale și fructe tropicale.

## Habitat și areal de răspândire
Această specie este considerată a fi originară din Munții Barisan, în partea de nord-vest a insulei Sumatra, Indonezia, și endemică acestora. Iepurele a fost observat și în vestul și sud-vestul insulei, iar în Parcul Național Gunung Leuser există doar o singură observare. Viețuiește în păduri la altitudini de 600–1.600 de metri deasupra nivelului mării. Este una dintre puținele lagomorfe care aleg să trăiască în pădurile tropicale dense. Iepurele de Sumatra preferă să trăiască în mod special în păduri montane, cu sol vulcanic.

## Amenințări
Pădurile care găzduiesc această specie sunt tăiate pentru lemn, plantații de ceai și cafea, și locuințe pentru oameni. Un val de imigranți care provin de pe insula indoneziană Java a dus la acutizarea ratei de dispariție a habitatelor și, prin urmare, a speciei.

## Observări în sălbăticie
După o observare în 1972, Nesolagus netscheri a rămas complet nevăzut până când un singur individ a fost fotografiat în anul 2000. De atunci, au existat trei raportări ale acestei specii, toate din Parcul Național Bukit Barisan Selatan. În ianuarie 2007 a fost fotografiat cu o cameră camuflată, în septembrie 2008 a fost fotografiat de un om de știință al WWF, iar în iunie 2009 a mai fost observat încă o dată. În 2011 câteva exemplare au fost fotografiate în sălbăticie de către o echipă de cercetători folosind camere capcană în Parcurile Naționale Bukit Barisan Seletan și Kerinci Seblat.

## Conservare
Specia este considerată vulnerabilă de către UICN. Este rar văzută și se crede că nu apare frecvent în habitatul său. Mărimea populației existente este necunoscută. Raritatea sa ar putea fi rezultatul defrișărilor și pierderii habitatului. Multiple încercări de a concepe un plan de conservare nu au fost finanțate din cauza lipsei de informații cu privire la aria de răspândire, distribuție și abundență.